# Білий шоколад

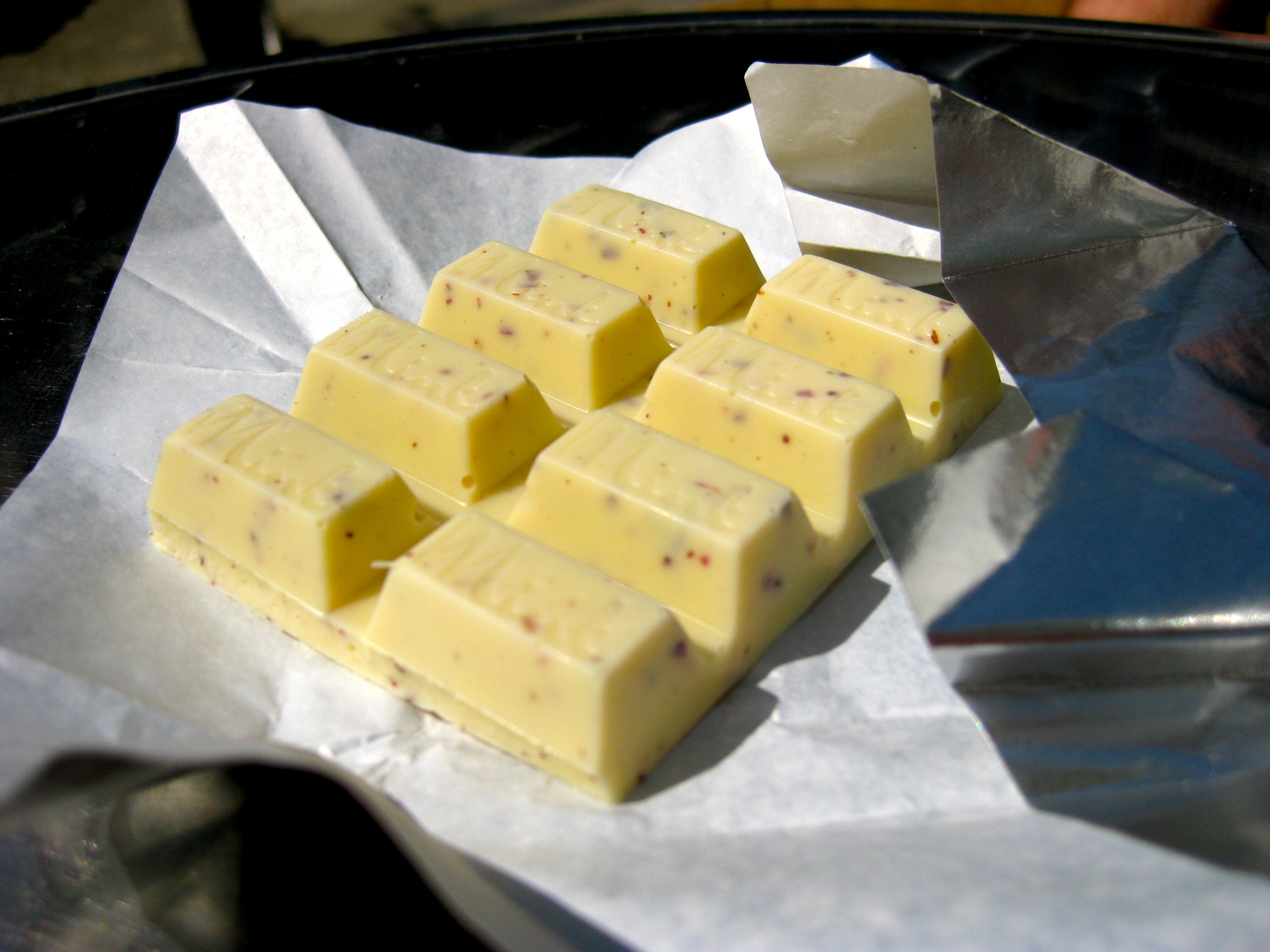
Плитка білого шоколаду з пелюстками троянд

Білий шоколад — шоколад, який виробляють з какао-масла, цукру, плівкового сухого молока й ваніліну без додавання какао-порошку, завдяки чому він має колір слонової кістки (часто з жовтуватим відтінком) і містить мінімум антиоксидантів, таких, як теобромін і кофеїн .
Своєрідним смаком цей продукт зобов'язаний особливому сухому молоку, що має карамельний присмак, а як ароматизатор найчастіше використовують ванілін.
У США та Євросоюзі до складу продукту пред'являють жорсткі вимоги. Зокрема, встановлено, що вміст олії какао не може становити менше 20%. На відміну від класичного, білий шоколад не містить какао-порошку .
Перший білий шоколад випустив у 1930-ті роки швейцарський концерн «Nestlé», який так намагався утилізувати надлишки какао-олії. Вибухове зростання популярності білого шоколаду (включаючи пористі сорти) сталося лише через півстоліття, у 1980-ті роки.
У домашніх умовах з білого шоколаду і стружки кокоса можна виготовити аналог цукерок «Раффаелло». У сучасному кондитерському виробництві використовують різноманітні продукти, які з вигляду нагадують білий шоколад, але направді складаються з гідрогенізованих жирів без додавання какао-продуктів.